# Scherma ai XVI Giochi panamericani
La scherma ai XVI Giochi panamericani si è svolta al Multipurpose Gymnasium di Guadalajara, in Messico, dal 24 al 29 ottobre 2011. Per la prima volta tutte e dodici le specialità sono inserite nel programma. Schiacciante il dominio degli Stati Uniti, vincitori di tutte le specialità in programma, ad eccezione della sciabola individuale maschile, appannaggio del Canada.

## Calendario
Tutti gli orari secondo il Central Standard Time (UTC-6).
| Giorno    | Data           | Inizio | Fine  | Evento                      | Fase                          |
| --------- | -------------- | ------ | ----- | --------------------------- | ----------------------------- |
| Giorno 11 | Lun 24 ottobre | 9:00   | 14:40 | Fioretto individuale donne  | Preliminari                   |
| Giorno 11 | Lun 24 ottobre | 9:00   | 14:40 | Spada individuale uomini    | Preliminari                   |
| Giorno 11 | Lun 24 ottobre | 18:50  | 21:15 | Fioretto individuale donne  | Semifinali/Finali             |
| Giorno 11 | Lun 24 ottobre | 18:50  | 21:15 | Spada individuale uomini    | Semifinali/Finali             |
| Giorno 12 | Mar 25 ottobre | 9:00   | 14:20 | Sciabola individuale uomini | Preliminari                   |
| Giorno 12 | Mar 25 ottobre | 9:00   | 14:20 | Fioretto individuale uomini | Preliminari                   |
| Giorno 12 | Mar 25 ottobre | 18:50  | 21:15 | Sciabola individuale donne  | Semifinali/Finali             |
| Giorno 12 | Mar 25 ottobre | 18:50  | 21:15 | Fioretto individuale uomini | Semifinali/Finali             |
| Giorno 13 | Mer 26 ottobre | 9:00   | 14:20 | Spada individuale donne     | Preliminari                   |
| Giorno 13 | Mer 26 ottobre | 9:00   | 14:20 | Sciabola individuale uomini | Preliminari                   |
| Giorno 13 | Mer 26 ottobre | 18:50  | 21:15 | Spada individuale donne     | Semifinali/Finali             |
| Giorno 13 | Mer 26 ottobre | 18:50  | 21:15 | Sciabola individuale uomini | Semifinali/Finali             |
| Giorno 14 | Gio 27 ottobre | 8:30   | 17:50 | Fioretto squadre donne      | Quarti/Semifinali/3º-4º posto |
| Giorno 14 | Gio 27 ottobre | 8:30   | 17:50 | Spada squadre uomini        | Quarti/Semifinali/3º-4º posto |
| Giorno 14 | Gio 27 ottobre | 18:50  | 21:00 | Fioretto squadre donne      | Finali                        |
| Giorno 14 | Gio 27 ottobre | 18:50  | 21:00 | Spada squadre uomini        | Finali                        |
| Giorno 15 | Ven 28 ottobre | 8:30   | 17:30 | Sciabola squadre donne      | Quarti/Semifinali/3º-4º posto |
| Giorno 15 | Ven 28 ottobre | 8:30   | 17:30 | Fioretto squadre uomini     | Quarti/Semifinali/3º-4º posto |
| Giorno 15 | Ven 28 ottobre | 18:50  | 21:50 | Sciabola squadre donne      | Finali                        |
| Giorno 15 | Ven 28 ottobre | 18:50  | 21:50 | Fioretto squadre uomini     | Finali                        |
| Giorno 16 | Sab 29 ottobre | 8:30   | 17:30 | Spada squadre donne         | Quarti/Semifinali/3º-4º posto |
| Giorno 16 | Sab 29 ottobre | 8:30   | 17:30 | Sciabola squadre uomini     | Quarti/Semifinali/3º-4º posto |
| Giorno 16 | Sab 29 ottobre | 18:50  | 21:50 | Spada squadre donne         | Finali                        |
| Giorno 16 | Sab 29 ottobre | 18:50  | 21:50 | Sciabola squadre uomini     | Finali                        |

## Risultati

### Uomini
| Evento                          | Oro                                                                   | Argento                                                                          | Bronzo                                                                           |
| Fioretto                        |                                                                       |                                                                                  |                                                                                  |
| Fioretto individuale (dettagli) | Alexander Massialas (USA)                                             | Felipe Alvear (CHI)                                                              | Antonio Leal (VEN) Guilherme Toldo (BRA)                                         |
| Fioretto a squadre (dettagli)   | Stati Uniti Miles Chamley-Watson Alexander Massialas Gerek Meinhardt  | Canada Étienne Lalonde Turbide Anthony Prymack Nicolas Teisseire Tigran Bajgoric | Brasile Fernando Scavasin Heitor Shimbo Guilherme Toldo Renzo Agresta            |
| Sciabola                        |                                                                       |                                                                                  |                                                                                  |
| Sciabola individuale (dettagli) | Philippe Beaudry (CAN)                                                | Timothy Morehouse (USA)                                                          | Hernán Jansen (VEN) Joseph Polossifakis (CAN)                                    |
| Sciabola a squadre (dettagli)   | Stati Uniti Benjamin Igoe Timothy Morehouse James Williams            | Canada Joseph Polossifakis Philippe Beaudry Vincent Couturier Anthony Prymack    | Brasile Renzo Agresta William de Moraes Tywilliam Pacheco Heitor Shimbo          |
| Spada                           |                                                                       |                                                                                  |                                                                                  |
| Spada individuale (dettagli)    | Weston Kelsey (USA)                                                   | Rubén Limardo (VEN)                                                              | Silvio Fernández (VEN) Reynier Henríquez (CUB)                                   |
| Spada a squadre (dettagli)      | Stati Uniti Soren Thompson Weston Kelsey Cody Mattern Gerek Meinhardt | Venezuela Silvio Fernández Francisco Limardo Rubén Limardo Jhon Pérez            | Canada Tigran Bajgoric Igor Gantsevich Vincent Pelletier Étienne Lalonde Turbide |

### Donne
| Evento                          | Oro                                                                          | Argento                                                                  | Bronzo                                                                     |
| Fioretto                        |                                                                              |                                                                          |                                                                            |
| Fioretto individuale (dettagli) | Lee Kiefer (USA)                                                             | Nzingha Prescod (USA)                                                    | Monica Peterson (CAN) Nataly Michel (MEX)                                  |
| Fioretto a squadre (dettagli)   | Stati Uniti Lee Kiefer Nzingha Prescod Doris Willette Ibtihaj Muhammad       | Canada Alanna Goldie Monica Peterson Kelleigh Ryan Sandra Sassine        | Venezuela Mariana González Johana Fuenmayor Yulitza Suárez María Martínez  |
| Sciabola                        |                                                                              |                                                                          |                                                                            |
| Sciabola individuale (dettagli) | Mariel Zagunis (USA)                                                         | Alejandra Benítez (VEN)                                                  | Eileen Grench (PAN) Yaritza Goulet (CUB)                                   |
| Sciabola a squadre (dettagli)   | Stati Uniti Ibtihaj Muhammad Mariel Zagunis Dagmara Wozniak Lindsay Campbell | Messico Úrsula González Angélica Aguilar Angélica Larios Alejandra Terán | Venezuela Alejandra Benítez Yulitza Suárez María Blanco Patricia Contreras |
| Spada                           |                                                                              |                                                                          |                                                                            |
| Spada individuale (dettagli)    | Kelley Hurley (USA)                                                          | Courtney Hurley (USA)                                                    | Elida Agüero (ARG) Yamirka Rodríguez (CUB)                                 |
| Spada a squadre (dettagli)      | Stati Uniti Lindsay Campbell Courtney Hurley Kelley Hurley                   | Canada Sherraine Schalm Ainsley Switzer Sandra Sassine Daria Jorquera    | Messico Alexandra Avena Andrea Millán Alejandra Terán Alely Hernández      |

## Medagliere
| Posizione | Nazione     | Oro | Argento | Bronzo | Totale |
| --------- | ----------- | --- | ------- | ------ | ------ |
| 1         | Stati Uniti | 11  | 3       | 0      | 14     |
| 2         | Canada      | 1   | 4       | 3      | 8      |
| 3         | Venezuela   | 0   | 3       | 5      | 8      |
| 4         | Messico     | 0   | 1       | 2      | 3      |
| 5         | Cile        | 0   | 1       | 0      | 1      |
| 6         | Brasile     | 0   | 0       | 3      | 3      |
| 6         | Cuba        | 0   | 0       | 3      | 3      |
| 8         | Argentina   | 0   | 0       | 1      | 1      |
| 8         | Panama      | 0   | 0       | 1      | 1      |
| Totale    | Totale      | 12  | 12      | 18     | 42     |